# Mats Söderlund (författare)
Mats Olov Söderlund, född 15 juli 1965 i Njurunda församling, Västernorrlands län, är en svensk författare.

## Biografi
Mats Söderlund växte upp i Skellefteå. Han studerade skapande svenska, teoretisk filosofi, humanekologi vid Umeå universitet vid mitten av 1980-talet.. Han tog socionomexamen vid Stockholmsuniversitet 1996.  
Han debuterade 1992 med diktsamlingen Det står en pöbel på min trapp och vann det årets katapultpris för bästa skönlitterära debut. Han har sedan dess publicerat diktsamlingar, essäer och en roman. Han brukar beskrivas som en av samtidens mest särpräglade naturlyriker.  I hans poesi tar sig naturen ofta skrämmande och hotfulla drag.
Göra kärlek (2012) är en essä om manlighet och kärlek. Göra män (2015) är en fristående uppföljare.
Romanen Observatoriet som utkom 2013, är en uppväxtskildring om en pojke i en liten norrländsk by, som plågas av ensamhet, de vuxnas tystnad och gränslöshet. År 2018 debuterade Söderlund som ungdomsförfattare genom att inleda trilogin Ättlingarna med del ett, Hotet. De följande böckerna heter Kampen och Flykten. Böckerna är en sorts urban fantasy om klimat, familjehemligheter, dricksvatten, science fiction och uråldriga kamper.
Mats Söderlund var ordförande i Sveriges Författarförbund 2005–12. Han blev därefter ordförande i Konstnärliga och litterära yrkesutövares samarbetsnämnd (KLYS)  2013–15. I styrelsen för Svenska barnboksinstitutet sedan 2023. 
Mats Söderlund tilldelades Norrlands litteraturpris 2024 för Härlig är jorden, om fjällen, vädret och allt det som ännu inte gått förlorat.
Söderlund driver även KlimatAkademin tillsammans med författare, konstnärer och forskare, en verksamhet som mobiliserar kulturlivet, fantasin och konstnärliga processer för att gör klimat- och hållbarhetskrisen både begriplig och hanterbar. 
Han är gift med författaren Susanna Alakoski.